# Anouk Dekker
Anouk Dekker (Almelo, Países Bajos; 15 de noviembre de 1986) es una futbolista neerlandesa. Juega como centrocampista y su equipo actual es el Montpellier HSC de la Division 1 Féminine de Francia.

## Clubes
| Club             | País         | Año             |
| ---------------- | ------------ | --------------- |
| FFC Heike Rheine | Alemania     | 2005 - 2007     |
| FC Twente        | Países Bajos | 2007 - 2015     |
| Montpellier HSC  | Francia      | 2016 - presente |